# Cavignac
Cavignac ist eine französische Gemeinde mit 2.368 Einwohnern (Stand: 1. Januar 2022) im Département Gironde in der Region Nouvelle-Aquitaine. Sie gehört zum Arrondissement Blaye und zum Kanton Le Nord-Gironde. Die Einwohner werden Cavignacais genannt.

## Geografie
Cavignac liegt etwa 33 Kilometer nordnordöstlich von Bordeaux und 24 Kilometer östlich von Blaye. Die Saye begrenzt die Gemeinde im Osten. Umgeben wird Cavignac von den Nachbargemeinden Saint-Mariens im Nordwesten und Norden, Laruscade im Osten, Marsas im Süden sowie Cézac im Süden und Westen. 
Durch die Gemeinde verläuft die Route nationale 10. Der Bahnhof liegt an den Bahnstrecken Paris–Bordeaux und Chartres–Bordeaux.

## Bevölkerungsentwicklung
| Jahr                       | 1962 | 1968 | 1975 | 1982 | 1990 | 1999 | 2008 | 2020 |
| Einwohner                  | 1068 | 1059 | 1244 | 1260 | 1135 | 1190 | 1569 | 2292 |
| Quellen: Cassini und INSEE |      |      |      |      |      |      |      |      |

## Sehenswürdigkeiten
- Kirche Saint-Hilaire aus dem 15. Jahrhundert

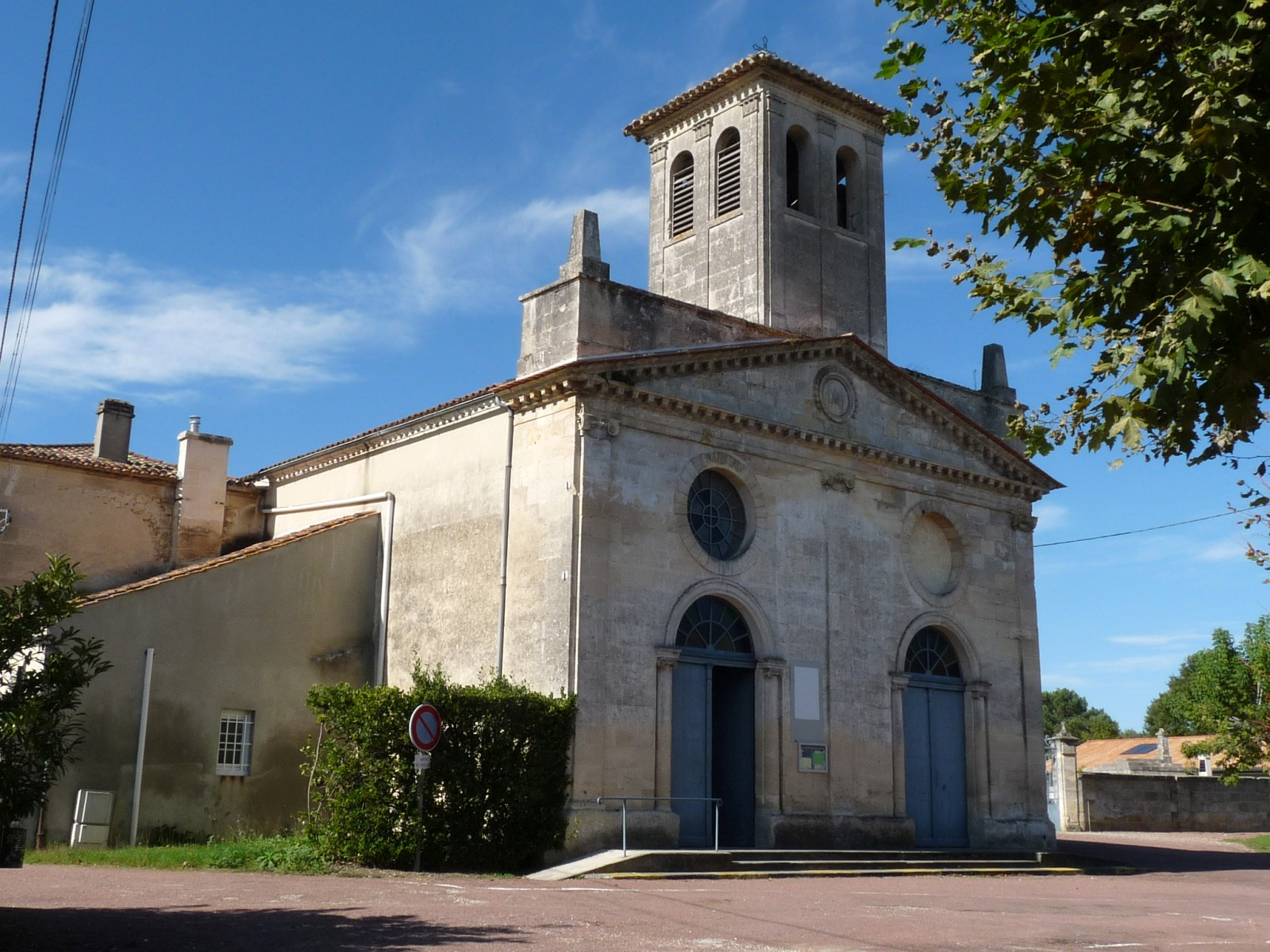
Kirche Saint-Hilaire
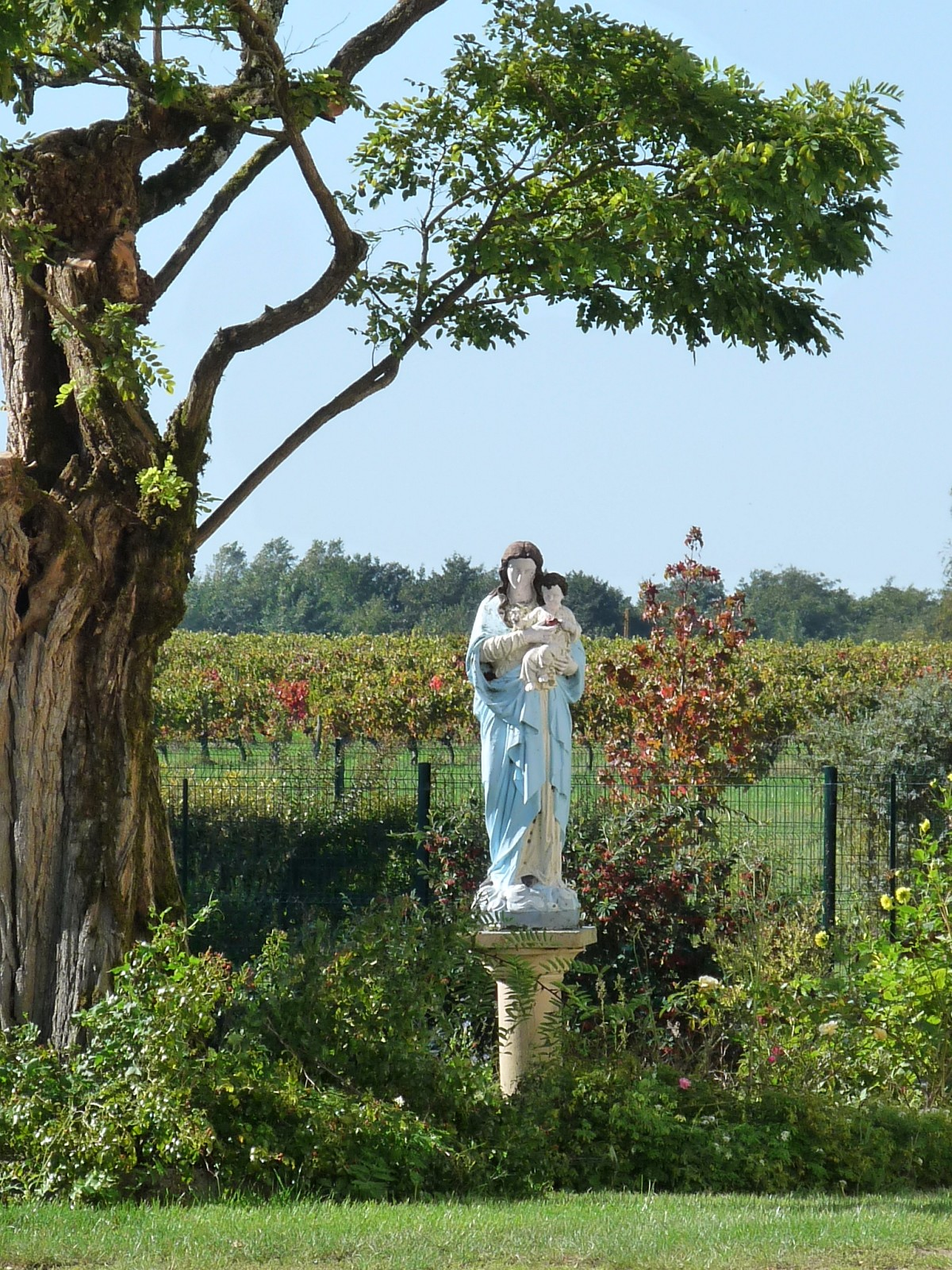
Marienstatue
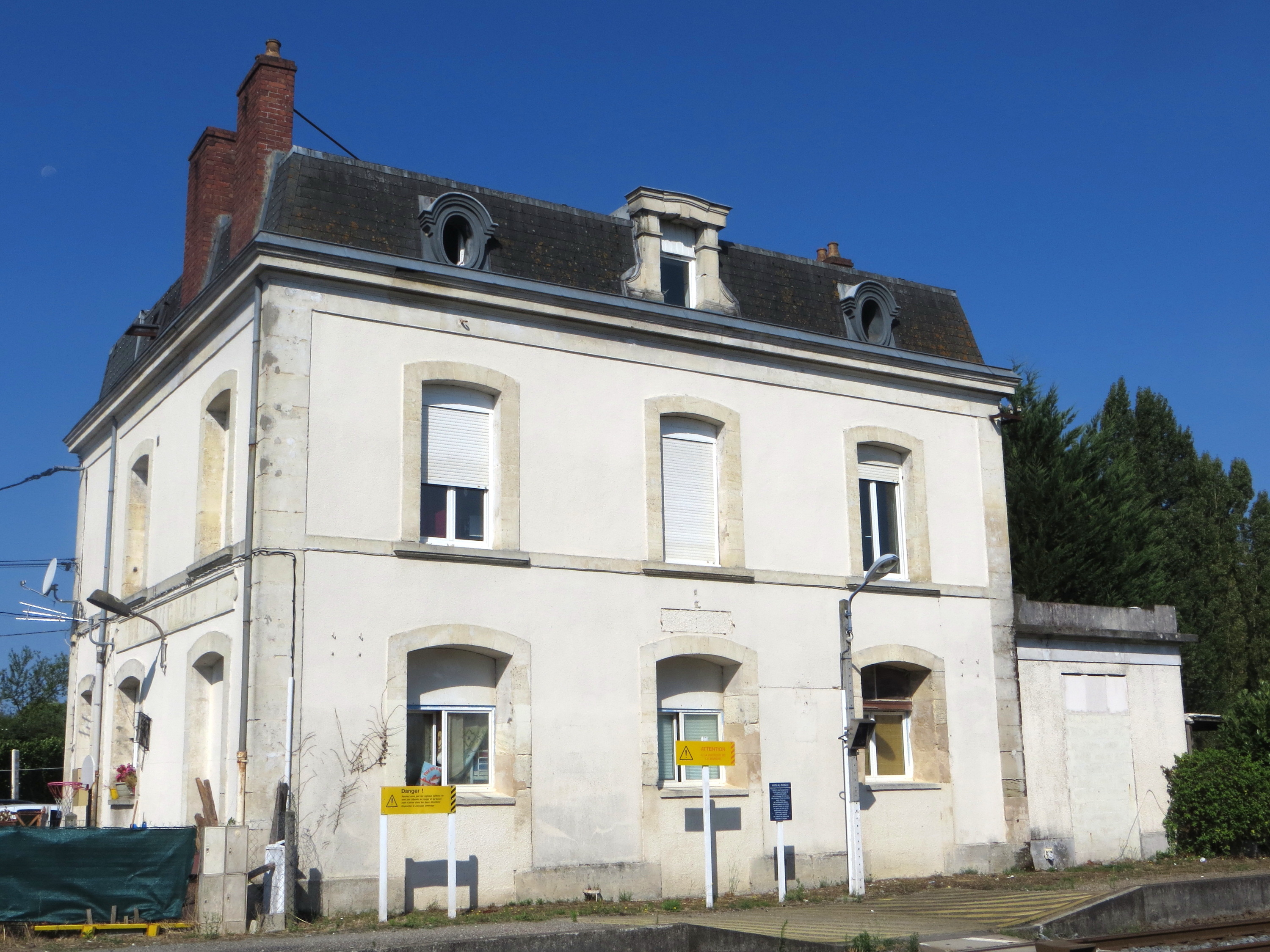
Bahnhof